# Zvoleněves
Zvoleněves (en allemand : Qualisch) est une commune du district de Kladno, dans la région de Bohême-Centrale, en République tchèque. Sa population s'élevait à 876 habitants en 2020.

## Géographie
Zvoleněves se trouve à 7 km à l'est de Slaný, à 12 km au nord-est de Kladno et à 26 km au nord-ouest de Prague.
La commune est limitée par Žižice au nord, par Kamenný Most au nord-est, par Slatina au sud-est, par Třebusice et Želenice au sud, et par Podlešín à l'ouest.

## Histoire
La première mention écrite de la localité date de 1318.